# Tibouchina urbanii
Tibouchina urbanii är en tvåhjärtbladig växtart som beskrevs av Célestin Alfred Cogniaux. Tibouchina urbanii ingår i släktet Tibouchina och familjen Melastomataceae. Inga underarter finns listade i Catalogue of Life.